# 吳成文
吳成文（1938年6月19日—），畢業於師範附中、臺灣大學醫學系，1969年獲美國凱斯西儲大學生物化學博士。當選第15屆中央研究院院士，曾任台北醫學大學董事、中央研究院生物醫學所所長、國家衛生研究院院長。專長為生物物理、分子生物、生物化學、生物醫學等。

## 生平

### 早期生活
昭和十三年（1938）陳番婆於今臺北市萬華區生下吳成文。家中排行第四，上有大哥吳成章、大姊吳春江和二姐吳房江；家裡以販售木炭生意為主。
1957年7月28日與北一女中第一名畢業保送台大化學系的陳映雪認識，在1964年11月10日結婚。妻子陳映雪的父親是著名人權律師陳逸松，其母為基隆顏家顏雲年之女顏緹。1964年，陳逸松於白色恐怖年代，曾經與周百練、高玉樹競選過台北市長，但失利。陳映雪的兄弟姊妹有陳希寬為台灣獨立運動支持者，1971年曾任台獨聯盟副主席。
吳成文於1965年(民國54年)初於金門當兵。與妻子陳映雪的第一胎嬰兒龍聲於吳成文入伍前誕生，不幸死亡！

### 出國進修23年
1965年9月底前往美國凱斯西儲大學進修醫學院的生化系，一個月後妻子陳映雪同赴美國凱斯西儲大學讀化學博士班，隔年2月妻子產下第二子吳台偉。吳成文的博士論文指導教授為高仕偉（David Goldthwait），陳映雪的博士論文指導老師為有機化學科學家諾蘭德（J. Eric Nordlander）。1969年吳成文順利從凱斯西儲大學博士班畢業。

## 研究成果
是全世界第一個發現決定基因表達的重要酵素和轉錄因子含有內在鋅的科學家：「鋅手指」。

## 專長
- 生物物理
- 分子生物
- 生物化學
- 生物醫學
- 病毒性腫瘤
- 基因轉錄
- 腫瘤轉移

## 榮譽與獎項
- 2011年11月17日 總統科學獎。
- 2008年 	Honorary Chair Professor, National Chung Hsing University
- 2008年 	Honorary Chair Professor, National Defense Medical Center
- 2004年9月6日   當選世界細胞生物學聯盟會長(簡稱IFCB)。吳成文是法國尼斯 IFCB「細胞生物學國際聯盟」成立32年來首位華人會長。
- 2003年 	Honorary Doctor of Science, National Yang Ming University
- 2002年 	Case Western Reserve University President’s Award for Distinguished Alumni
- 2001年 	Achievement Award, Chinese Institute of Engineers
- 2001年 	Vallee Visiting Professor, Harvard University
- 2000年 	Fellow, American Association for the Advancement of Science
- 1998年 	Outstanding Scientific Achievement Award, the Chinese American Professionals Association
- 1998年 	Honorary Professor, Beijing University
- 1997年 	Lifetime Achievement Award, the Society of Chinese Bioscientists in America
- 1995年        當選亞太細胞生物學會會長。
- 1993年 	Science & Technology Award, Taiwanese American Foundation
- 1990年 	Honorary Member, Chinese Society of Genetics
- 1988年 	Fellow, John Simon Guggenheim Memorial Foundation
- 1988年 	Scholar in Cancer Research, American Cancer Society
- 1986年 	Fellow, American Institute of Chemists
- 1984年 	Academician, Academia Sinica
- 1980年 	Catacosinos Professor Award for Cancer Research
- 1979年 	French American Scholar Award
- 1978年 	Philippe Foundation Award
- 1977年 	Irma T. Hirschl Scientific Award
- 1972年 	NIH Career Development Award
- 1972年 	NIH Special Fellowship
- 1969年 	Sigma Xi Award

## 經歷與職業生涯
- 2008年 - present     	台灣：中央研究院，生物醫學科學研究所，Corresponding Investigator。
- 2008年 - present     	台灣：國立陽明大學，Distinguished Chair, Professor。
- 2008年     	        台灣：國防醫學院，Honorary Chair Professor。
- 2008年     	        台灣：國立中興大學，Honorary Chair Professor。
- 2008/07 - present     台灣：國家衛生研究院，Distinguished Investigator, Emeritus。
- 2001年 - 2008年     	台灣：國立陽明大學，Adjunct Professor, Department of Biochemistry。
- 1998年 - present     	中國：北京大學，Honorary Professor, Department of Biology。
- 1996年 - 2008年     	台灣：中央研究院，生物醫學科學研究所，Distinguished Research Fellow。
- 1996年 - 2008年     	台灣：國立台灣大學，Adjunct Professor, Department of Molecular Medicine。
- 1996年 - 2008/06     	台灣：國家衛生研究院，擔任國家衛生研究院特聘研究員。
- 1996年 - 2005年     	台灣：國家衛生研究院，擔任國家衛生研究院院長。
- 1992年 - 1997年       台灣：擔任中華民國細胞及分子生物學學會會長。
- 1992年 - 1995年     	台灣：中央研究院，生物醫學科學研究所，Founding Director。
- 1991年 - 1996年     	美國：加州大學，Adjunct Professor, Department of Pharmaceutical Chemistry。
- 1991年 - 1995年     	台灣：擔任國家衛生研究院規畫小組及籌備處主任。
- 1988年 - 1996年     	台灣：國立台灣大學，Adjunct Professor, Department of Biochemistry, College of Medicine。
- 1988年 - 1992年     	台灣：中央研究院，生物醫學科學研究所，Director and Special Medical Research Chair, Preparatory Office。
- 1988年                台灣：回台灣創建中央研究院生物醫學科學研究所暨國家衛生研究院。
- 1980年 - 1990年     	美國：紐約州立大學石溪分校，Catacosinos Professor for Cancer Research, Department of Pharmacological Sciences。紐約州立大學石溪校區講座教授。
- 1979年 - 1980年     	法國：斯德研究所(Institute Pasteur)，Visiting Professor, Department of Molecular Biology。
- 1978年 - 1990年     	美國：艾伯特愛因斯坦醫學院，Professor, Departments of Biochemistry, Developmental Biology and Cancer。
- 1972年 - 1978年     	美國：艾伯特愛因斯坦醫學院(Albert Einstein College of Medicine)，Professor, Associate Professor, Assistant Professor, Department of Biophysics。

## 事件
- 1988年，因中研院院長吳大猷延攬吳成文回國任生醫所所長，依中研院「特聘研究員制度」給予月俸35萬元，受很多人質疑其正當性，為何所長的薪資比後來李遠哲院長的28萬元還高？
- 2004年8月初，吳成文再次受外界質疑月領六十一萬高薪的正當性。對於此國衛院發出聲明稿指出，吳成文目前並未支領中研院月退俸，目前薪給是依據「國家衛生研究院特聘或講座研究員晉用及薪給支付要點」，經由董事會通過、衛生署核定。實際支薪為本俸七萬四千四百一十五元、專業加給九萬三千一百四十八元、主管加給八萬八千元、研究獎助二十七萬二千九百五十一元、不開業獎金八萬零九百六十六元，以及生活補助七千五百元，合計六十一萬六千九百八十元，八年未加薪。[4]

## 家庭
1957年7月28日與陳映雪認識。
1986年陳映雪發現罹患乳癌，1999年7月19日夜晚8點30分抗癌失敗，歷經53次化療，最後併發敗血症及多重器官衰竭，病逝於台大醫院，享年
壽60歲。吳成文自述：「至今回憶，那一段突失映雪的日子，我的整段記憶有如被清洗掉的磁片，全部一片真空。」

母親陳番婆於2006年以百歲之齡去世。

於2011年榮得國家最高科學研究榮譽的總統科學獎後的訪談，談起一生中最重要的女人─ 母親陳番婆、已故太太陳映雪，他感恩地表示：「我覺得我很幸福！」

## 著作
- 生醫開拓手 - 吳成文 (出版社：天下遠見出版股份有限公司)
- 抗癌女神農 - 陳映雪 (出版社：天下遠見出版股份有限公司) -2001年7月17日出版